# Minecraft Dungeons
『Minecraft Dungeons』（マインクラフトダンジョンズ）は、Mojang StudiosおよびDouble Elevenによって開発されたアクションアドベンチャーゲームである。『Minecraft』のスピンオフであり、Xbox One、Nintendo Switch、PlayStation 4およびMicrosoft Windows用に2020年5月26日にダウンロード版がリリースされた。2021年2月には本作の累計プレイヤー数が1000万人を突破した。2021年3月24日にはXbox Series X/S版が発売された。海外ではアーケード版として『Minecraft Dungeons Arcade』が稼働している。

## 概要
本作はダンジョン探索型のアクションアドベンチャーゲームである。Minecraftと同じ世界観・スタイルを継承し、武器やアイテムを含めたすべてがドット絵で描かれたブロックで構成される。プレイヤー以外の登場キャラクターは「モブ」と呼ばれ、プレイヤーに対して敵対的なものと、友好的なものがいる。Minecraftとは異なり、ステージクリア型となる。ステージは自動生成され、挑戦する度にモブの配置などが変わる仕組みになっている。本作は直線的でストーリー主導のキャンペーンを特徴としている。ダンジョン内で武器や防具、アーティファクトを収集し、より性能の良いアイテムに装備を交換しパワーを上げていくというシンプルなシステムとなっている。

## ゲーム内容
本作はMinecraftとは異なり、ステージクリア型である。オープンワールドを備えておらず、鉱山や建物はない。代わりにプレイヤーは、自動生成されるダンジョンを探索し、トラップ、パズル、宝物などを発見することが出来る。より性能の良い装備を入手し、交換することでプレイヤーのパワーが上がる。プレイヤーのパワーがステージの難度を上回ったとしても、最終的にステージの難度がそれに追いつく仕組みになっている。本作には、ローカルマルチプレイとオンラインマルチプレイで4人まで一緒にプレイすることが可能。

### ゲームの進行
プレイヤーは「キャンプ」を拠点にステージを攻略する。Minecraft本編と違い、クラフトや採掘という要素はなく、戦闘に重きを置いたダンジョンクローラーと称するゲーム進行になっている。
ストーリーに関わるダンジョンは9つあり、そのほかに隠しステージも存在する。プレイヤーは「英雄」と呼ばれ、「キャンプ」と呼ばれる拠点をベースに、森、沼地、砂漠、鉱山などといったMinecraftのバイオームを思わせる特徴のあるマップに赴き、それぞれのマップのミッションを攻略して新しいマップに進んで行くことで、邪悪な村人の王のいる「ハイブロックホール」、「黒曜石の尖塔」を目指していく。英雄は多種多様な武器、鎧、アーティファクトで武装してマップにいる敵対的なMOBを倒していき、マップ最深部にあるゴールを目指すことを基本とする。マップによっては途中で「村人を救出する」「敵の奇襲を退ける」といったサブミッションがある場合がある。武器防具やアーティファクトはマップ内のチェストや、モブのドロップの他、「キャンプ」にいる商人などからエメラルドと引き換えに入手したり、鍛冶屋で強化、他のプレイヤーと交換したりすることができる。また、特定のミッションで一定の条件を満たすとシークレットミッションが開放される。その後はいくつかレベルを上げると古代狩りという高難度のダンジョンに挑んでいく。また、アーティファクトはステージをクリアしたときに特定の物から1つランダムで手に入れることもできる。

## ストーリー
冒頭のカットシーンは、出会ったすべての人々に拒絶されたという「邪悪な村人の王」の物語ではじまる。ある日、彼は「支配のオーブ」として知られる強力なアーティファクトに遭遇した。それは彼に大きな力を与えたが、彼を堕落させた。さらに力を必要とする「邪悪な村人の王」はその後、彼を拒絶した全ての人に復讐をするため、すぐに彼の新しい軍隊で世界を征服し、村を襲撃し、村人を奴隷として働かせ、無秩序だけを残した。 「邪悪な村人の王」の暴政に立ち向かうのがプレイヤーが操作する「英雄/ヒーロー」である。
プレイヤーはさまざまな場所を探索して「邪悪な村人の王」の暴政を止めさせようとし、彼の軍隊と戦い、次のレベルに進むためにミッションを完了させる。最後、プレイヤーは城で「邪悪な村人の王」と戦い、彼を倒し、世界を支配していた「支配のオーブ」を破壊する。戦いが終わると、プレイヤーが「邪悪な村人の王」に優しさを示し、共に悪が打ち負かされて世界が救われたことを祝っている。しかし、その後「支配のオーブ」は自身の破片を集め自分自身を再構築してしまう。これ以降のコンテンツは6つのDLCに収められている。

## 開発
本作は、Mojang StudiosがXbox One（Series X対応）、Windows 10、PlayStation 4、およびNintendo Switch向けにUnreal Engine 4を使用して開発した。
原作の『Minecraft』の成功に伴い、MojangはMinecraftの世界に新しい何かをもたらす可能性のあるゲームについて考案した。本作は元々シングルプレイヤーを想定して作られたNintendo 3DS用ゲームであった。しかし、ゲームが具現化していくと、要素が変更または削除された。ゲームディレクターのMånsOlsenによると、本作は『Torchlight』および『Left 4 Dead』のような協力的なゲームに触発されたという。
開発チームが直面した主な課題の1つは、『ディアブロ』のようなダンジョンクロールゲームのゲームプレイを「Minecraft」の世界観に適応させる方法を見つけ出すことだった。Minecraftのキャラクターには魔法などの特別な能力がないため、Mojangはcharacter classなどの代替手段を検討する必要があった。彼らの解決策は、エンチャントによってプレイヤーがより強力にすることができる武器と防具に焦点を当てることであり、プレイヤーはカスタマイズを通じて創造性を探求することができるようになった。
さらに、Mojangは、従来のダンジョンクロールゲームエクスペリエンスをより使いやすいものに合理化したいと考えていた。Mojangのオルセンは、本作に「非常に簡単」でありながら瞬時に合理化したいと述べた。Minecraftの定番であるクラフトを許可しないという決定も、コアダンジョンクロールエクスペリエンスに集中するために行われた。

## 発売
本作は4月の最初のリリース日から延期された後、2020年5月26日にダウンロード版がリリースされた。本作は、ゲーム本体のみの通常版である「スタンダードエディション」、またはダウンロードコンテンツを含むシーズンパスであるヒーローパスをセットにした「ヒーローエディション」の2種類があった。ヒーローパスは単体でも販売されていた。
また、同日に本作のヒーローエディションを同梱したパソコンである「GALLERIA XT Minecraft Dungeons Hero Edition 同梱版」が株式会社サードウェーブから発売された。
2020年9月8日にダウンロードコンテンツを含むシーズンパスであるヒーローパスをセットにした「Minecraft Dungeonsヒーローエディション」をXbox One、Nintendo Switch向けにパッケージ版が発売された。10月8日にPlayStation 4向けにバンダイナムコよりパッケージ版が発売された。

## 評価
レビュー収集サイトMetacriticの評論家によると、本作が楽しくて魅力的であり、そのビジュアルを補完するシンプルさ、および戦利品とダンジョンのレイアウトの生成システムに対して好意的なレビューを受けた。多くの人がゲームを楽しく魅力的であるとみなし、そのビジュアルと音楽に向けられた賞賛があった。しかし、その短編的で深くないストーリーは批判された。